# 孫期昌
孫期昌（？—？），河南葉縣人，清朝初年官員。
順治九年（1652年）壬辰科進士，康熙十六年（1677年）接替王震起，擔任福建提學道。